# Hypoestes trichochlamys
Hypoestes trichochlamys är en akantusväxtart som beskrevs av Cornelis Eliza Bertus Bremekamp. Hypoestes trichochlamys ingår i släktet Hypoestes och familjen akantusväxter. Inga underarter finns listade i Catalogue of Life.